# Choromany
Choromany [pronunciación en polaco: /xɔrɔˈHombreɨ/] es un pueblo ubicado en el distrito administrativo de Gmina Troszyn, dentro del Condado de Ostrołęka, Voivodato de Mazovia, en el este de Polonia central. Se encuentra aproximadamente a 3 kilómetros al este de Troszyn, a 15 kilómetros al este de Ostrołęka, y a 105 kilómetros al noreste de Varsovia.